# Paulinho Weiss
Paulo Roberto Weiss (Timbó, 22 de outubro de 1981) é um político brasileiro, filiado ao Partido Socialista Brasileiro (PSB). É graduado em Administração Pública pela Uniasselvi.

## Os primeiros passos na política
Natural de Timbó, veio residir em Rodeio ainda na adolescência. No ano de 2000 ingressou no PT de Rodeio, ano em que seu pai Vilmar Weiss (Padeiro) foi eleito vereador com 308 votos pelo mesmo partido.
Foi candidato a vice-prefeito do município de Rodeio em 2004, com apenas 22 anos. Seu companheiro de pleito era Carlos Alberto Fronza, mas acabaram perdendo a eleição por uma diferença de apenas 50 votos.
Em 2008 foi candidato a vereador, elegendo-se com 613 votos. Na ocasião foi o vereador mais bem votado no pleito, com apenas 26 anos. No ano de 2010 foi nomeado presidente da Câmara de Vereadores de Rodeio.

## Prefeito Municipal de Rodeio/SC
No ano de 2012, Paulinho como é conhecido, concorreu à Prefeitura Municipal de Rodeio com a chapa "Rodeio Pode Mais", tendo como vice Valcir Ferrari (PDT). Em uma eleição com três candidatos ao executivo, a sua chapa saiu vencedora alcançando 4.127 votos (54,47%) . Essa foi a primeira vez na história do município que um candidato de esquerda saiu vitorioso. Também foi o prefeito eleito mais jovem da história, com apenas 30 anos de idade. É o décimo oitavo prefeito do município. O primeiro mandato como prefeito ficou marcado por uma série de obras e a implementação do Orçamento Participativo, um modelo de participação popular criado em Porto Alegre onde o povo vota e decide quais serão as obras e medidas prioritárias da gestão. O programa teve um efeito positivo.
Na campanha eleitoral de 2016, Paulinho foi candidato a reeleição alcançando um resultado ainda mais positivo do que na primeira eleição. Sendo reeleito com 4.659 dos votos (61,15%), vencendo o ex-prefeito Hélio José Fiamoncini (PSDB) que havia sido prefeito em duas oportunidades no município de Rodeio. Em 15 de novembro de 2020 seu vice-prefeito, Valcir Ferrari, foi eleito prefeito de Rodeio com 3.915 votos (51,18%), sendo o primeiro prefeito a eleger seu vice em sequência na história da cidade.
Foi presidente da Associação dos Municípios do Médio Vale (AMMVI) entre 2015/16 e do Consórcio Intermunicipal do Vale do Itajaí (CIMVI) na gestão 2017/18. Em 14 de agosto de 2020 assumiu a presidência da Federação Catarinense de Municípios (FECAM) após a renúncia do presidente Orildo Severgnini, prefeito de Major Vieira, presidindo até 31 de dezembro e liderando os municípios do estado em meio à pandemia do covid-19. 
Em 26 de maio de 2021 desfiliou-se do Partido dos Trabalhadores após duas décadas de militância. Em 2 de julho, filiou-se ao Partido Socialista Brasileiro (PSB) já com pretensões de se candidatar ao pleito para deputado estadual em Santa Catarina, entretanto, mantendo-se em um partido de centro-esquerda.

## Paixão pelo esporte
É torcedor fanático do Vasco da Gama e pratica futevolêi, disputando vários torneios no estado de Santa Catarina.